# Жердь (Архангельская область)
Жердь — село в Мезенском районе Архангельской области. Входит в состав Зареченского сельского поселения.

## География
Село расположено в северной части Архангельской области, на расстоянии примерно 37 км (по прямой) к юго-востоку от города Мезень, административного центра района.
Часовой пояс
Село Жердь как и вся Архангельская область, находится в часовой зоне МСК (московское время). Смещение применяемого времени относительно UTC составляет +3:00.

## Население
| 2002 | 2010 | 2012 |
| ---- | ---- | ---- |
| 292  | ↘171 | ↗185 |

Национальный состав
Согласно результатам переписи 2002 года, в национальной структуре населения русские составляли 98 % из 290 чел.

## Известные уроженцы
- Торцев, Александр Григорьевич (1920—1941) — советский военнослужащий, младший лейтенант, Герой Советского Союза.